# 柏坪乡
柏坪乡，是中华人民共和国四川省南充市营山县曾经下辖的一个乡。2019年10月，撤销柏坪乡，将其所属行政区域划归星火镇管辖。

## 行政区划
柏坪乡撤销前下辖以下地区：
祠堂村、白鱼村、土垭村、柏林村、关坪村、南垭村和禅林村。